# Anthurium cinereopetiolatum
Anthurium cinereopetiolatum är en kallaväxtart som beskrevs av Thomas Bernard Croat. Anthurium cinereopetiolatum ingår i släktet Anthurium och familjen kallaväxter. Inga underarter finns listade.